# Col d'Aulac
Le col d'Aulac est un col routier du Massif central, situé dans le département du Cantal sur la commune du Vaulmier. Son altitude est de 1 228 mètres.

## Géographie
Le col se situe sur la route départementale 30, entre estives et forêt, dans le parc naturel régional des volcans d'Auvergne.

## Histoire
Situées au nord du col, les cases de Cotteughes constituent un site archéologique classé en 1924.

## Activités

### Parapente
À 400 mètres au nord-ouest du col se trouve un site de décollage référencé par la Fédération française de vol libre.

### Commerce
Une auberge est présente.